# Eremippus yechengensis
Eremippus yechengensis är en insektsart som beskrevs av Liu, Jupeng 1981. Eremippus yechengensis ingår i släktet Eremippus och familjen gräshoppor. Inga underarter finns listade i Catalogue of Life.